# Sca Fell
Sca Fell är ett berg i Storbritannien.   Det ligger i grevskapet Cumbria och riksdelen England, i den centrala delen av landet, 400 km nordväst om huvudstaden London. Toppen på Sca Fell är 964 meter över havet, eller 158 meter över den omgivande terrängen. Bredden vid basen är 1,3 km. Sca Fell ingår i Cumbrian Mountains.
Terrängen runt Sca Fell är huvudsakligen kuperad. Sca Fell är den högsta punkten i trakten. Runt Sca Fell är det ganska tätbefolkat, med 60 invånare per kvadratkilometer. Närmaste större samhälle är Ambleside, 17,0 km öster om Sca Fell. Omgivningarna runt Sca Fell är en mosaik av jordbruksmark och naturlig växtlighet.